# Nariyuki Masuda
Nariyuki Masuda (Sendai, 23 de octubre de 1983) es un ciclista profesional japonés, miembro del equipo JCL Team Ukyo desde 2023.

## Palmarés
2012
- 2.º en el Campeonato de Japón en Ruta

2013
- 3.º en el Campeonato de Japón en Ruta

2014
- Tour de Okinawa

2015
- 2.º en el Campeonato de Japón Contrarreloj
- 3.º en el Campeonato de Japón en Ruta

2016
- 3.º en el Campeonato de Japón Contrarreloj
- Tour de Hokkaido, más 1 etapa
- Tour de Okinawa[1]

2019
- Campeonato de Japón Contrarreloj
- Tour de Okinawa

2021
- Tour de Japón, más 1 etapa
- Campeonato de Japón Contrarreloj
- 2.º en el Campeonato de Japón en Ruta

2022
- 2.º en el Campeonato Asiático Contrarreloj
- 2.º en el Campeonato Asiático en Ruta